# Џејмс (река у Дакотама)
Џејмс (енгл. James River) је река која протиче кроз САД. Дуга је 1.140 km. Протиче кроз америчке савезне државе Северна Дакота и Јужна Дакота. Улива се у Мисури.